# Ihsan Sacko
Ihsan Nino Sacko (Alfortville, 19 luglio 1997) è un calciatore francese, attaccante del Phoenix Rising.

## Biografia
Nato in Francia, ha origini algerine e senegalesi.

## Caratteristiche tecniche
Centrocampista molto duttile, rapido e veloce, dotato di un buon cambio di passo e abile tecnicamente, può giocare sia in posizione centrale che sulla fascia.

## Carriera

### Club

#### Gli inizi, Strasburgo
Ha esordito con la prima squadra dello Strasburgo l'8 gennaio 2016, nella partita vinta per 2-0 contro il Belfort. Il 22 settembre 2017, dopo aver conquistato due promozioni consecutive ed aver debuttato in Ligue 1, prolunga con il club alsaziano fino al 2021.

#### Nizza e vari prestiti
Il 27 gennaio 2018 viene acquistato dal Nizza, con cui firma un contratto di due anni e mezzo.
Il 5 settembre 2020 viene ceduto in prestito al Cosenza.

## Statistiche

### Presenze e reti nei club
Statistiche aggiornate al 25 gennaio 2023.
| Stagione          | Squadra           | Campionato        | Campionato | Campionato | Coppe nazionali | Coppe nazionali | Coppe nazionali | Coppe continentali | Coppe continentali | Coppe continentali | Altre coppe | Altre coppe | Altre coppe | Totale | Totale |
| Stagione          | Squadra           | Comp              | Pres       | Reti       | Comp            | Pres            | Reti            | Comp               | Pres               | Reti               | Comp        | Pres        | Reti        | Pres   | Reti   |
| ----------------- | ----------------- | ----------------- | ---------- | ---------- | --------------- | --------------- | --------------- | ------------------ | ------------------ | ------------------ | ----------- | ----------- | ----------- | ------ | ------ |
| 2015-2016         | Strasburgo        | CN                | 11         | 1          | CF+CdL          | -               | -               | -                  | -                  | -                  | -           | -           | -           | 11     | 1      |
| 2016-2017         | Strasburgo        | L2                | 17         | 3          | CF+CdL          | 1+2             | 0+1             | -                  | -                  | -                  | -           | -           | -           | 20     | 4      |
| 2017-gen. 2018    | Strasburgo        | L1                | 17         | 0          | CF+CdL          | 1+1             | 0               | -                  | -                  | -                  | -           | -           | -           | 19     | 0      |
| Totale Strasburgo | Totale Strasburgo | Totale Strasburgo | 45         | 4          |                 | 5               | 1               |                    | -                  | -                  |             | -           | -           | 50     | 5      |
| gen.-giu.2018     | Nizza             | L1                | 8          | 0          | CF+CdL          | -               | -               | UEL                | 1                  | 0                  | -           | -           | -           | 9      | 0      |
| 2018-2019         | Nizza             | L1                | 13         | 0          | CF+CdL          | 1+0             | 1+0             | -                  | -                  | -                  | -           | -           | -           | 14     | 1      |
| ago.2019          | Nizza             | L1                | 3          | 0          | CF+CdL          | -               | -               | -                  | -                  | -                  | -           | -           | -           | 3      | 0      |
| ago.2019-2020     | ES Troyes         | L2                | 15         | 3          | CF+CdL          | -               | -               | -                  | -                  | -                  | -           | -           | -           | 15     | 3      |
| ago.2020          | Nizza             | L1                | 0          | 0          | CF+CdL          | -               | -               | UEL                | -                  | -                  | -           | -           | -           | 0      | 0      |
| 2020-2021         | Cosenza           | B                 | 18         | 0          | CI              | 3               | 0               | -                  | -                  | -                  | -           | -           | -           | 21     | 0      |
| 2021-2022         | Nizza             | L1                | 0          | 0          | CF              | 0               | 0               | -                  | -                  | -                  | -           | -           | -           | 0      | 0      |
| Totale Nizza      | Totale Nizza      | Totale Nizza      | 24         | 0          |                 | 1               | 1               |                    | 1                  | 0                  |             | -           | -           | 26     | 1      |
| 2022-2023         | Avranches         | CN                | 17         | 6          | CF              | 3               | 1               | -                  | -                  | -                  | -           | -           | -           | 20     | 7      |
| Totale carriera   | Totale carriera   | Totale carriera   | 119        | 14         |                 | 12              | 3               |                    | 1                  | 0                  |             | -           | -           | 122    | 16     |